# 雷根斯堡县
雷根斯堡县（德語：Landkreis Regensburg）是德国巴伐利亚州的一个县，隶属于上普法尔茨行政区，首府雷根斯堡。

## 華語譯名
由於兩岸對於德國行政區「Landkreis」翻譯的不同，台灣稱為「雷根斯堡郡」；中國大陸稱為「雷根斯堡县」。

## 地理
雷根斯堡县西北面与诺伊马克特县，北面与施万多夫县，东北面与卡姆县，东面与施特劳宾-博根县，南面与兰茨胡特县，西南面与凯尔海姆县相邻，雷根斯堡市完全被包围在雷根斯堡县内。